# Дламини, Мантфомби
Мантфомби Шийиве Дламини Зулу (свати Mantfombi Shiyiwe Dlamini Zulu; 1953 или 1956 — 29 апреля 2021, Йоханнесбург) — свазилендская принцесса, дочь короля Собузы II и супруга инкоси зулусов Гудвилла Звелитини.

## Биография
Мантфомби была дочерью короля Свазиленда Собузы II и его супруги, принцессы Манони ваКлебе, внучки короля Мбандзени. Получила традиционное воспитание и образование на родине.
В 1973 году, Мантфомби была обручена с инкоси зулусов Гудвиллом Звелитини. Поскольку её избранник был вождём племени, им было поставлено условие о браке, чтобы их сыновья, рождённые в браке, могли наследовать отцу на титул инкоси. В 1977 году они поженились, в браке родились 8 детей, в том числе и Мисузулу Зулу (род. 1974), наследовавший отцу и матери в мае 2021 года.
После смерти супруга в марте 2021 года стала королевой-регентом зулусов, которой была до своей смерти 29 апреля 2021 года, скончавшись после продолжительной болезни.